# Esquizofisiología
Término acuñado por Paul MacLean que hace referencia a la falta de coordinación de las tres secciones del cerebro dentro de su Teoría del Cerebro Triuno.

## Teoría del cerebro triuno
Según MacLean, el cerebro se compone de tres niveles: el rombencéfalo, la parte más primitiva, donde se encuentra el cerebelo; el mesencéfalo, situado en la misma zona que el anterior y que, como esa, se encarga de funciones básicas; y el prosencéfalo. Dentro de este último, se distinguen el diencéfalo, en que se encuentra la amígdala cerebral, reguladora de la vida emocional; y el telencéfalo, que alberga la mayor potencia intelectual, con tan solo 2 mm de grosor y 1 m² de extensión. Según este pensador, a esta última parte se le debe la plena condición humana. 
Estas tres partes se corresponden, respectivamente, con el cerebro de los reptiles, de los mamíferos y de los humanos. Los reptiles tienen los comportamientos automáticos y característicos de cualquier animal, como la reproducción y la respuesta de huida o lucha frente a cualquier situación amenazante; reacciona según el presente, sin tener en cuenta pasado ni futuro. Los mamíferos, en cambio, desarrollan una precaria capacidad de aprendizaje y sus reacciones están por lo tanto sujetas a modificaciones, dependiendo si una determinada respuesta causa dolor o no. Los humanos, por último, poseen plena capacidad racional.
Esta teoría muestra cómo a lo largo de la evolución este órgano no ha cambiado radicalmente, sino que ha conservado una capa de cada etapa, sin sustituir ni reemplazar ninguna, manteniéndolas a todas en funcionamiento, pero atribuyendo lógicamente conforme se forman nuevas, mayor dificultad a la hora de enlazarlas entre sí. Para MacLean, esa dificultad en torno a la integración de las tres capas viene derivada de la falta de tiempo evolutivo que ha tenido el cerebro para armonizarlas: el último estrato del cerebro tiene, frente al más básico, muy pocos años. Esto da lugar a la carencia en algunas ocasiones de cierto control sobre ciertas funciones y esto es a lo que le llama esquizofisicología.[cita requerida]

## Esquizofisiología y violencia
Arthur Koestler su libro En busca de lo absoluto utiliza la teoría de Paul MacLean, esa falta de conexión de las distintas partes del cerebro, la esquizofisiología, para explicar junto con otros factores, la violencia en el ser humano. 